# Мухоловка сива
Мухоловка сива (Myioparus plumbeus) — вид горобцеподібних птахів родини мухоловкових (Muscicapidae). Мешкає в Африці на південь від Сахари.

## Підвиди
Виділяють три підвиди:
- M. p. plumbeus (Hartlaub, 1858) — від Сенегалу до Південного Судану, північно-західної Танзанії і Габону;
- M. p. orientalis (Reichenow & Neumann, 1895) — від Східної Кенії до Південно-Африканської Республіки;
- M. p. catoleucus (Reichenow, 1900) — від Анголи до південно-східної Танзанії, центрального Зімбабве і північних районів ПАР.

## Поширення і екологія
Сиві мухарки живуть у вологих і сухих тропічних лісах, в саванах, на полях і плантаціях.